# Rio Juruena

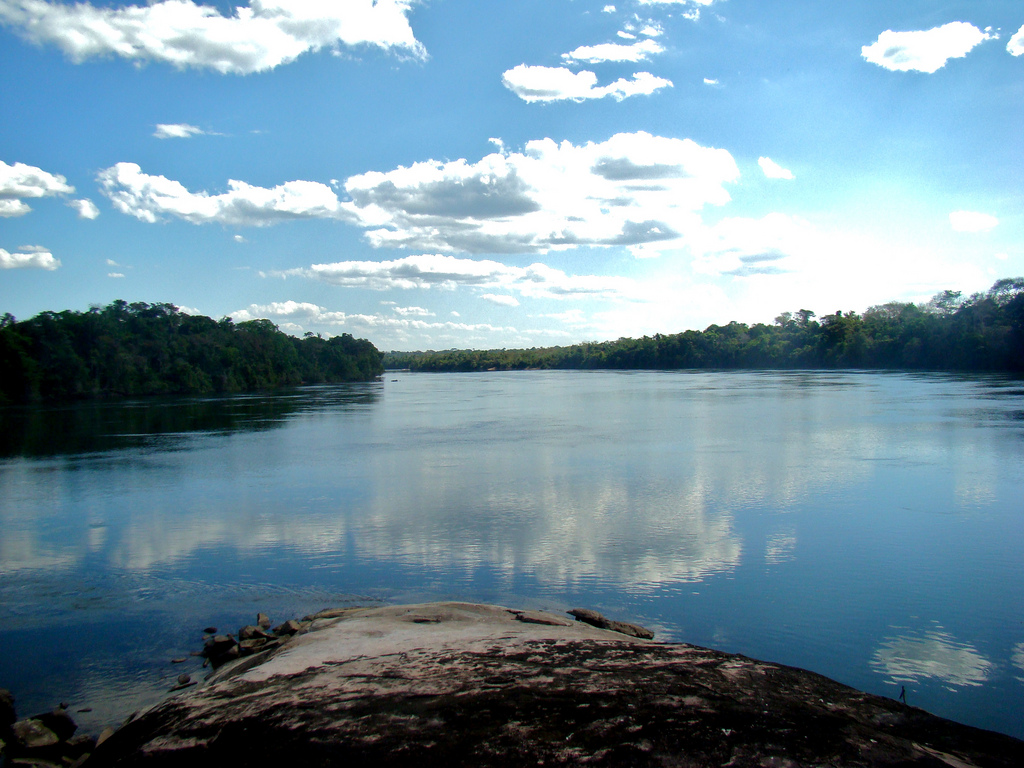
Rio Juruena

O rio Juruena é um curso de água, afluente da margem esquerda do rio Tapajós, que banha o estado de Mato Grosso, Brasil.